# Ternstroemia emarginata
Ternstroemia emarginata là một loài thực vật có hoa trong họ Pentaphylacaceae. Loài này được (Gardner) Choisy miêu tả khoa học đầu tiên..